# Reutigen
Reutigen é uma comuna da Suíça, no Cantão Berna, com cerca de 960 habitantes. Estende-se por uma área de 11,29 km², de densidade populacional de 85 hab/km². Confina com as seguintes comunas: Erlenbach im Simmental, Höfen, Niederstocken, Spiez, Wimmis, Zwieselberg.
A língua oficial nesta comuna é o Alemão.